# Kościół św. Michała Archanioła w Kotorzu Wielkim
Kościół św. Michała Archanioła – rzymskokatolicki kościół parafialny w Kotorzu Wielkim. Świątynia należy do parafii św. Michała Archanioła w Kotorzu Wielkim w dekanacie Ozimek, diecezji opolskiej. Dnia 13 listopada 1959 roku, pod numerem 631/59, kościół został wpisany do rejestru zabytków województwa opolskiego.

## Historia kościoła
Kościół w Kotorzu Wielkim został zbudowany w latach 1782–1784. Fundatorami świątyni byli ówcześni właściciele miejscowości, Franciszek i Anna Barbara von Gaschin. Konsekracji dokonał 6 lipca 1800 roku, biskup E. Schimonsky.

## Architektura i wnętrze kościoła
Jest to budowla jednonawowa, orientowana bez wyraźnie wyodrębnionego prezbiterium oraz wysoką na 31 metrów wieżą, wbudowaną w korpus nawy od strony zachodniej. Wnętrze ma charakter późnobarokowy, nieco zmienione XIX wieku. Przy południowej nawie usytuowana jest, pochodząca z 1908 roku neorenesansowa ambona.

## Otoczenie
Przy kościele znajduje się pomnik upamiętniający ofiary wojen, a także cmentarz, w obrębie którego zorganizowane zostało niewielkie lapidarium prezentujące stare nagrobki. Oprócz tego znajdują się tu groby dawnych proboszczów.

## Galeria

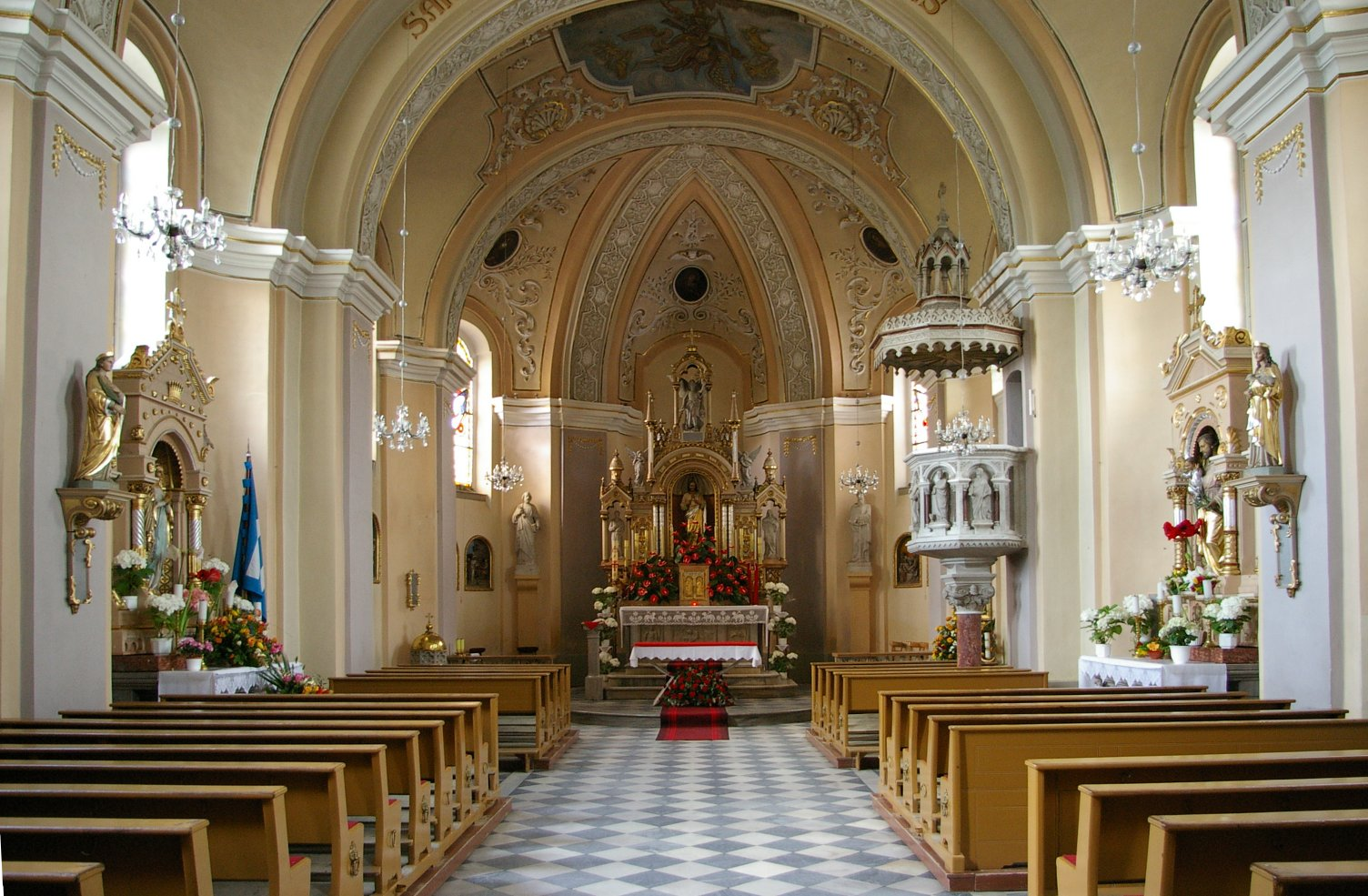
Wnętrze z ołtarzem
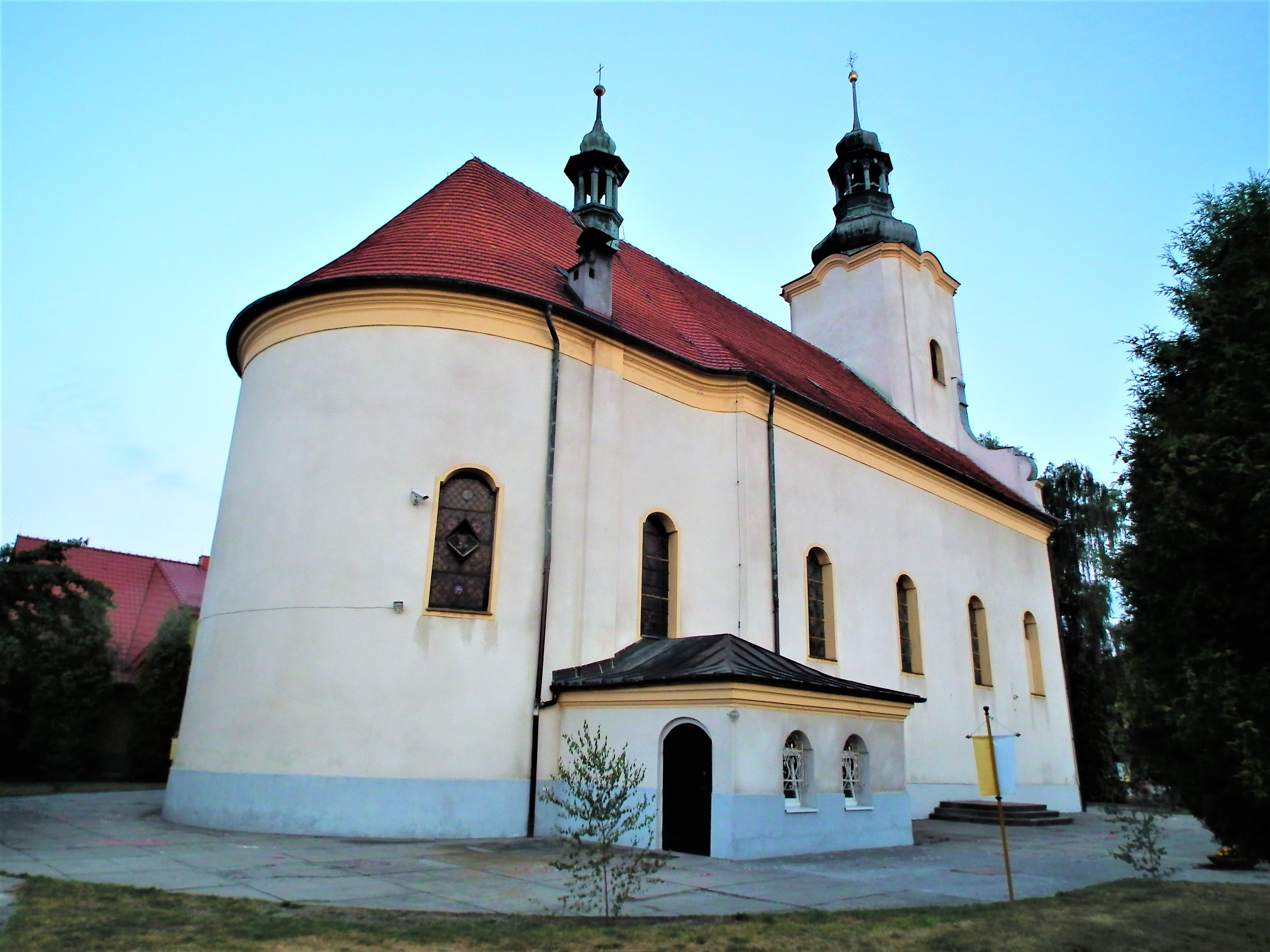
Widok od strony prezbiterium
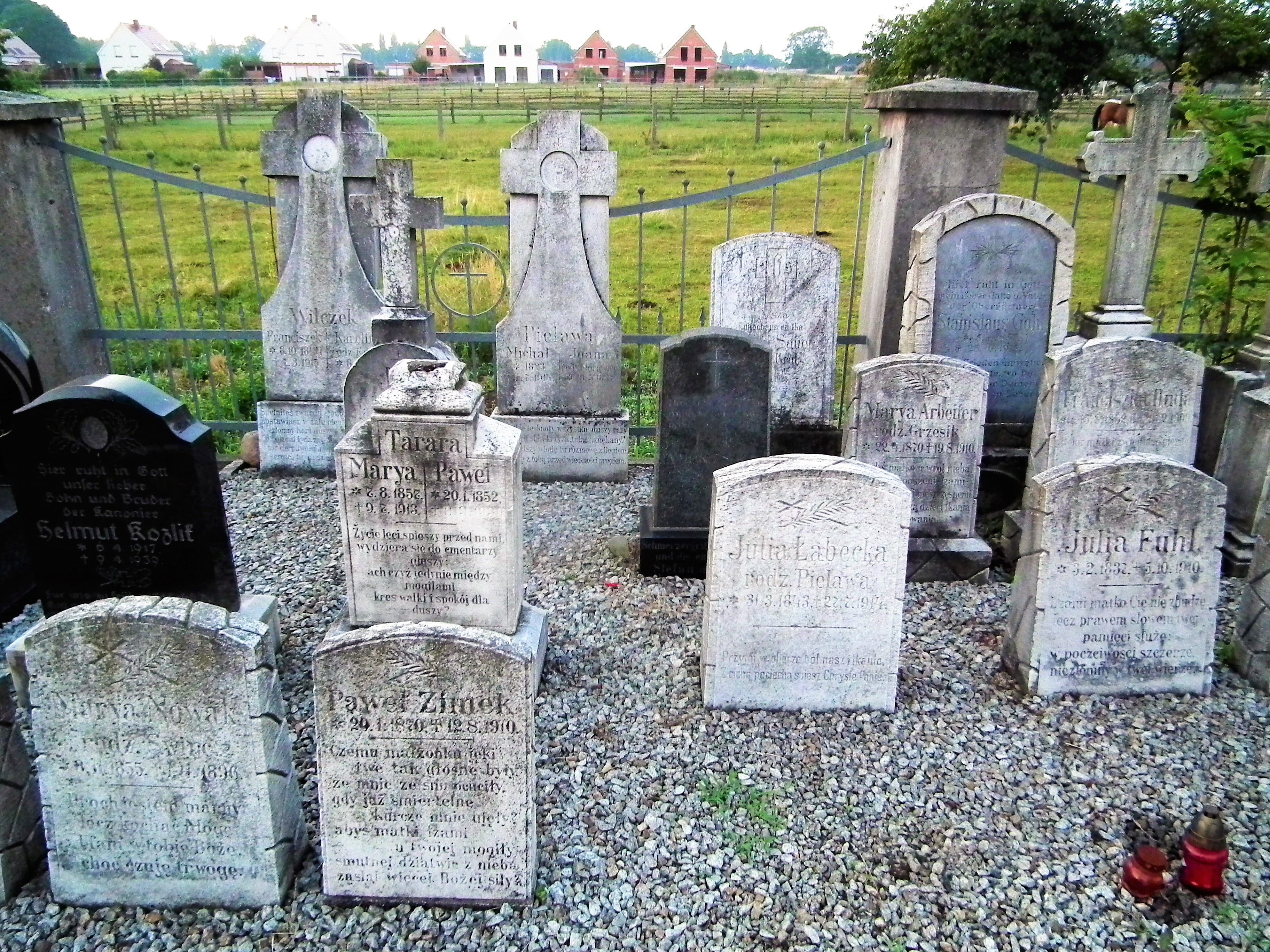
Fragment lapidarium na cmentarzu